# Zoogloea
Zoogloea o zooglea, también conocida como zoöglœun, es un género de bacterias gram-negativas, aeróbicas y en forma de varilla  de la familia Zoogloeaceae en las Rodociclales de la clase  Betaproteobacteria.